# 江克栋站
江克栋站位于中国青海省玉樹州治多縣索加乡，海拔4778米，于2006年7月1日启用。該站为青藏铁路的无人駐守车站，由青藏铁路集团公司營運。

## 使用情况
江克栋站是青藏铁路的无人站，有14列旅客列车经过此站，主要为拉萨到发的各类旅客列车。

## 始发车次
目前江克栋站未有任何始发车次。

## 历史
- 2006年7月1日：江克栋站建成启用。